# Groupe d'IC 5105
Le groupe d'IC 5105 comprend au moins 22 galaxies situées dans les constellations du Microscope, de la Grue et du Poisson austral. La distance moyenne entre ce groupe et la Voie lactée est d'environ 72,0 Mpc (∼235 millions d'al).

## Membres
Le tableau ci-dessous liste les 19 galaxies du groupe indiquées dans l'article de A.M. Garcia paru en 1993.
À ces 19 galaxies, on doit ajouter trois autres galaxies, car celles-ci forment des paires réelles avec trois des galaxies de ce groupe. Elles occupent les trois dernières rangées du tableau.
| Nom          | Class.         | Type                  | α (J2000.0)      | δ (J2000.0)      | Constellation   | Vitesse radiale (km/s) | m            | Distance (Mpc) | Diamètre (kal) |
| ------------ | -------------- | --------------------- | ---------------- | ---------------- | --------------- | ---------------------- | ------------ | -------------- | -------------- |
| NGC 7057     | SA0^-?         | Lenticulaire          | 21h 24m 58.70s   | -42° 27′ 37.6″   | Microscope      | 5384 ± 15              | 12,6         | 76,3 ± 5,4     | 137            |
| NGC 7060     | (R'_1)SB(rs)ab | Spirale barrée        | 21h 25m 53.58s   | -42° 24′ 40.6″   | Microscope      | 4810 ± 24              | 12,9         | 67,8 ± 4,8     | 134            |
| NGC 7072     | SAB(s)d?       | Spirale intermédiaire | 21h 30m 36.92s   | -43° 09′ 12.7″   | Grue            | 4958 ± 8               | 13,5         | 70,0 ± 4,9     | 94             |
| NGC 7075     | E+?            | Elliptique            | 21h 31m 32.98s   | -38° 37′ 04.5″   | Grue            | 5540 ± 20              | 13,5         | 78,3 ± 5,5     | 220            |
| NGC 7087     | SB(s)ab?       | Spirale barrée        | 21h 34m 33.47s   | -40° 49′ 07.1″   | Grue            | 5087 ± 23              | 13,7         | 71,7 ± 5,0     | 109            |
| NGC 7110     | SB(s)ab?       | Spirale barrée        | 21h 34m 33.47s   | -40° 49′ 07.1″   | Poisson austral | 5300 ± 10              | 13,2         | 74,4 ± 5,2     | 117            |
| NGC 7130     | Sa pec         | Spirale               | 21h 48m 19.5199s | -34° 57′ 04.478″ | Poisson austral | 4842 ± 15              | 12,1         | 67,6 ± 4,8     | 188            |
| IC 5105      | E+             | Elliptique            | 21h 24m 22.01s   | -40° 32′ 15.8″   | Microscope      | 5407 ± 13              | 11,6         | 76,5 ± 5,4     | 302            |
| IC 5105A     | SAB(rs)b       | Spirale intermédiaire | 21h 25m 30.78s   | -40° 16′ 26.9″   | Microscope      | 5407 ± 13              | 12,8         | 71,3 ± 5,0     | 163            |
| IC 5128      | (R_1)SB(r)0^+  | Lenticulaire barrée   | 21h 43m 11.77s   | -38° 58′ 05.8″   | Grue            | 4741 ± 34              | 13,0         | 66,4 ± 4,7     | 123            |
| IC 5139      | SB0-?          | Lenticulaire barrée   | 21h 50m 25.66s   | -30° 59′ 41.0″   | Poisson austral | 5362 ± 25              | 12,3         | 75,1 ± 5,3     | 198            |
| ESO 287-46   | SB(s)0^0^ pec  | Lenticulaire barrée   | 21h 16m 46.19s   | -42° 15′ 42.1″   | Microscope      | 5121 ± 23              | 13,07 ± 0,05 | 72,5 ± 5,1     | 479            |
| ESO 342-26   | SB(rs)c        | Spirale barrée        | 21h 40m 00.45s   | -44° 05′ 43.5″   | Grue            | 4753 ± 8               | 12,11 ± 0,09 | 67,0 ± 4,7     | 130            |
| ESO 342-27   | SA0-: pec      | Lenticulaire          | 21h 16m 55.29s   | -42° 15′ 36.1″   | Microscope      | 5325 ± 19              | 11,53 ± 0,09 | 75,5 ± 5,3     | 410            |
| ESO 342-36   | SB(r:)ab:      | Spirale barrée        | 21h 22m 11.61s   | -40° 47′ 50.7″   | Microscope      | 5214 ± 23              | 14,04 ± 0,09 | 73,7 ± 5,2     | 106            |
| ESO 342-45   | SB?            | Spirale barrée        | 21h 25m 54.27s   | -40° 00′ 37.2″   | Microscope      | 4960 ± 30              | 13,18 ± 0,09 | 69,9 ± 4,9     | 101            |
| ESO 343-1    | (R)SB(s:)ab    | Spirale barrée        | 21h 30m 21.94s   | -40° 26′ 17.9″   | Grue            | 4880 ± 20              | 13,26 ± 0,09 | 68,7 ± 4,8     | 135            |
| ESO 343-18   | Sc:            | Spirale               | 21h 41m 28.07s   | -39° 45′ 53.7″   | Grue            | 4873 ± 10              | 13,66        | 68,5 ± 4,8     | 136            |
| ESO 343-18   | Sc:            | Spirale               | 21h 41m 28.07s   | -39° 45′ 53.7″   | Grue            | 4873 ± 10              | 13,66        | 68,5 ± 4,8     | 136            |
| ESO 343-12   | (R:)SAB(r)a    | Spirale intermédiaire | 21h 39m 51.74s   | -36° 02′ 13.1″   | Poisson austral | 5151 ± 11              | 13,66        | 72,3 ± 5,1     | 172            |
| NGC 7072AA   | SA(s)c         | Spirale               | 21h 30m 25.68s   | -43° 12′ 09.4″   | Grue            | 5010 ± 69              | 13,9         | 70,8 ± 5,1     | 80             |
| ESO 343-003B | S0             | Lenticulaire          | 21h 31m 15.07s   | -38° 36′ 57.9″   | Grue            | 5474 ± 39              | 12,57 ± 0,09 | 77,3 ± 5,5     | 365            |
| ESO 343-07C  | Sa             | Spirale               | 21h 34m 19.72s   | -40° 49′ 39.2″   | Grue            | 5119 ± 38              | 13,59 ± 0,09 | 72,2 ± 5,1     | 123            |

- ACette galaxie forme une paire réelle avec NGC 7072, mais elle n'est pas dans la liste de Garcia.
- BCette galaxie forme une paire réelle avec NGC 7075, mais elle n'est pas dans la liste de Garcia.
- CCette galaxie forme une paire réelle avec NGC 7087, mais elle n'est pas dans la liste de Garcia.

Le site DeepskyLog permet de trouver aisément les constellations des galaxies mentionnées dans ce tableau ou si elles ne s'y trouvent pas, l'outil du site constellation permet de le faire à l'aide des coordonnées de la galaxie. Sauf indication contraire, les données proviennent du site NASA/IPAC.